# Liste der Straßen in Essen-Karnap
Die Liste der Straßen in Essen-Karnap beschreibt das Straßensystem im Essener Stadtteil Karnap mit den entsprechenden historischen Bezügen.

## Einführung und Überblick
In Essen-Karnap leben 8022 Einwohner (30. September 2022) auf einer Fläche von 4,04 km². Karnap hat die Postleitzahlenbezirke 45329.
Das 1332 erstmals urkundlich erwähnte Carnap wurde bis 1910 mit „C“ geschrieben. Es ist geprägt durch seine besondere geographische Lage. Die ehemalige Bauerschaft Karnap gehörte der 1808 gebildeten Munizipalität Altenessen an, und damit ab 1813 zur Bürgermeisterei Altenessen. Bei deren Eingemeindung im Jahr 1915 in die Stadt Essen schied Karnap aus und erlangte für kurze Zeit kommunale Selbstständigkeit. Bürgermeister während dieser Zeit war Carl Hold. Im August 1929 wurde auch Karnap nach Essen eingemeindet.
Karnap war über 100 Jahre sehr stark durch den Bergbau mit seinen zahlreichen Nebenbetrieben geprägt. Es war bis in die 1950er-Jahre ein Stadtteil, der mehr Arbeitsplätze als Einwohner hatte. Der Niedergang des Bergbaus zog sich durch die 1960er-Jahre und erreichte Ende Dezember 1972 mit der Stilllegung der Zeche Mathias Stinnes seinen Höhepunkt. In einem knappen Jahrzehnt waren über 6.000 Arbeitsplätze verloren gegangen. Die 1982 an der Haltestelle Arenbergstraße aufgestellte Seilscheibe der Zeche Mathias Stinnes 3/4 in Brauck erinnert an die Bergbautradition.
Die südliche Grenze zu Altenessen-Nord wird durch die Emscher und den Rhein-Herne-Kanal gebildet. Im Osten grenzt Karnap an Gelsenkirchen-Horst und im Bereich des Rhein-Herne-Kanals an Gelsenkirchen Heßler. Im Norden grenzt Gladbeck und im Westen Bottrop.
Es gibt in Karnap 55 benannte Verkehrsflächen, darunter zwei Plätze
Durch den Stadtteil Karnap verläuft
- die Emscher sowie der Rhein-Herne-Kanal in ostwestlicher Richtung
- die Bundesstraße 224 auf der Gladbecker Straße nach Bottrop
- die Landesstraße 448 auf der Karnaper Straße nach Gelsenkirchen

## Liste der Straßen
Die nachfolgende Tabelle gibt eine Übersicht über die Straßen und Wege im Stadtteil mit entsprechenden Informationen.
- Name: aktuelle Bezeichnung der Straße oder des Platzes.
- Länge/Maße in Metern:
 Die in der Übersicht enthaltenen Längenangaben sind gerundete Übersichtswerte, die in Google Earth mit dem dortigen Maßstab ermittelt wurden. Sie dienen Vergleichszwecken und werden, sofern amtliche Werte bekannt sind, ausgetauscht und gesondert gekennzeichnet. Der Zusatz „+“ bemerkt die Länge einer Straße in der Hauptlänge „+“ die abzweigenden Nebenstraßen.
 Bei Plätzen sind die Maße in der Form ab angegeben.
 Der Zusatz (im Stadtteil) gibt an, dass die Länge die des Straßenabschnitts innerhalb des Stadtkerns ist, sofern die Straße in benachbarte Stadtteile weitergeführt wird.
 Der Zusatz (ohne Stichstraßen) gibt bei verzweigten Straßen die Länge der „Hauptstraße“ an.
 Der Zusatz (alle Straßenabschnitte zusammen) gibt an, dass die Straße so verwinkelt ist, dass keine „Hauptstraße“ besteht. Stattdessen wird die Länge aller Straßenabschnitte zusammengezählt.
- Herleitung: Ursprung oder Bezug des Namens
- Datum der Benennung: amtliche Erstbenennung
- Anmerkungen: zusätzliche Informationen
- Bild: Foto der Straße oder eines anliegenden Objekts

| Name                   | Länge/Maße (in Metern)      | Herleitung                                                     | Datum der Benennung | Bemerkungen | Bild                                       |
| ---------------------- | --------------------------- | -------------------------------------------------------------- | ------------------- | --- | ------------------------------------------ |
| Ahnewinkelstraße       | 540                         | Hof Ahnenwinkel                                                | 12. März 1903       | Hof Ahnenwinkel, ein fürstliches Erbleihgewinngut, letzte Gewinnträger Franz Ahnewinkel und Anna Maria Catharina Berndschering 18. Oktober 1790. Die Straße wurde am 12. Januar 1934 verlegt. Die Ahnewinkelstraße, die zuvor in Teilen Friedhofsweg und Heinrichstraße hieß, zweigt östlich von der Karnaper Straße ab und geht im weiteren Verlauf in die Straße Im Osterbruch über. |                                            |
| Alte Landstraße        | 430                         | Lagebezeichnung                                                | 12. März 1903       | Es handelt sich um einen kleinen Teil eines alten landwirtschaftlichen Wegs. Früher führte die Straße weiter nach Westen bis zum Hof Großfeld (Spiekermann), der im Bereich der heutigen Verallia-Glaswerke lag. Die Alte Landstraße verläuft heute zwischen der Ruhrglasstraße und der Karnaper Straße im Gewerbegebiet Mathias Stinnes. |                                            |
| Am Werthschemm         | 160                         | Flurname                                                       | 5. Feb. 1924        | Die Flur lag in der Borbecker Mark. In der Mutterrolle von 1826 wird die Flur mit dem Namen Werth bzw. Werthwiese erwähnt. Schemm ist eine alte Bezeichnung für einen Steg oder eine Brücke. Die Straße Am Werthschemm liegt am RWE Müllheizkraftwerk Karnap und geht von der Arenbergstraße ab. |                                            |
| Arenbergstraße         | 1050 (im Stadtteil)         | Arenberg'sche Actiengesellschaft für Bergbau und Hüttenbetrieb | 12. Jan. 1934       | Die Zechengesellschaft wurde 1856 gegründet und später umbenannt in Prosper. Die Arenbergstraße, die zuvor Bottroper Straße hieß, verbindet die Karnaper Straße (L 448) im Osten mit der Gladbecker Straße (B 224) im Westen. |                                            |
| Arminiusgarten         | 145 + 80                    | Arminius, Fürst der Cherusker                                  | 5. Juni 1934        | Arminius der Cherusker bescherte den Römern im Jahre 9 n. Chr. in der Varusschlacht mit der Vernichtung von drei Legionen eine ihrer verheerendsten Niederlagen. Die Straße Arminiusgarten, die zuvor Freiheitstraße hieß, verläuft parallel zur Thusneldastraße und verbindet die Timpe- mit der Karnaper Straße. |                                            |
| Batenbrocker Straße    | 450                         | Bauerschaft in Bottrop                                         | 20. Nov. 1937       | Auf dem Areal der Nachbarstadt Bottrop lag die Bauerschaft Batenbrock. Die Batenbrocker Straße, die zuvor Gerhardstraße verläuft parallel der Kaiserswerthstraße und dem Pastor-Fliedner-Weg. |                                            |
| Beisekampsfurth        | 255                         | Flurname                                                       | 5. Feb. 1924        | Der Flurname Beisenkamp wird in der Mutterrolle von 1827 genannt, später auch als Biesenkamp in der Mutterrolle von 1867. Die Straße Beisekampsfurth liegt am RWE Müllheizkraftwerk Karnap und zweigt von der Arenbergstraße ab. |                                            |
| Berswortschanze        | 500                         | Adrian von Berswort, Richter                                   | 5. Juni 1934        | Adrian von Berswort (auch Berschwordt) war im 16. Jahrhundert, zur Zeit der Essener Fürstäbtissin Katharina von Tecklenburg, Richter. Sie verpfändete 1551 den Pfandschilling aus der Gewalt Karnap. Das Wort Schanze soll an den Überfall der Spanier 1588 erinnern. Die Straße Berswortschanze verläuft teilweise parallel der Straße Spanierwehr. |                                            |
| Bertramstraße          | 285                         | Vorname eines Gewerken                                         | 12. März 1903       | Die Nachbarstraßen hießen früher Gustavstraße und Robertstraße, die auch auf Gewerken zurückgingen. Die Bertramstraße verläuft parallel der Straße Spakenbroich und dem Großfeldweg und zweigt von der Boyer Straße ab. | Bertramstraße 19, Siedlung Mathias Stinnes |
| Boshamerweg            | 660                         | Arthur Boshamer, Pfarrer                                       | 20. Nov. 1937       | Arthur Boshamer (1869–1924) war der erste Pfarrer der ab 1. Juli 1897 selbständigen evangelischen Kirchengemeinde Karnap. Der Boshamerweg, der zuvor die Namen Quer- und Viktorstraße trug, verläuft in nord-südlicher Richtung durch die Siedlung Mathias-Stinnes und verbindet die Boyer- mit der Arenbergstraße. |                                            |
| Boyer Straße           | 680                         | Bottroper Stadtteil Boy                                        | 12. März 1903       | Boy ist ein Stadtteil der Nachbarstadt Bottrop, der nach dem Boyebach benannt ist. Die Boyer Straße, die zwischen 1906 und 1935 den Namen Bahnhofstraße trug, zweigt westlich von der Karnaper Straße ab und begrenzt die Siedlung Mathias-Stinnes. Im weiteren Verlauf geht sie in die Straße Carnaperhof über. |                                            |
| Bräukerwald            | 350                         | Wildpferde im Emscherbruch                                     | 20. Nov. 1937       | Die volkstümliche Bezeichnung der Wildpferde im Emscherbruch war Emscherbräuker. Diese waren auch im Karnaper Wald beheimatet. Als eine der nördlichsten Straßen im Stadtteil zweigt die Straße Bräukerwald, die zuvor Waldstraße hieß, von der Karnaper Straße ab und verläuft in die Nachbarstadt Gladbeck. Die Boystraße, die bereits zu Gelsenkirchen gehört, zweigt vom Bräukerwald ab. |                                            |
| Burhofer Brauk         | 120                         | Flurname                                                       | 20. Nov. 1937       | In der Karte des Vermessers Vogelsang (1803) wird der im Osterbruch (mundartlich Osterbrauk) gelegene Hof Kaukamp als Burhof bezeichnet. Zudem wird im Karnaper Flurbuch von 1826 ein Theodor Burhof erwähnt. In Ablöseakten und Katasternachweisen taucht er als Hof- oder Familienname jedoch nicht auf. Die Straße Burhofer Brauk, die zuvor Fichtestraße hieß, liegt parallel zur Wilhelmshavener Straße und verbindet den Sigambrerweg mit der Lüderitzwiese. |                                            |
| Carnaperhof            | 510                         | Lehnhof Carnaperhof                                            | 21. Sep. 2004       | Der ehemalige Lehnhof Carnaperhof aus dem 14. Jahrhundert erinnert in dieser historischen Schreibweise an den Siedlungskern von Karnap. Als Verlängerung der Boyer Straße verläuft die Straße Carnaperhof durch den gleichnamigen Gewerbepark und mündet in die Arenbergstraße. Vom Carnaperhof zweigt der Hermann-Drescher-Weg ab. |                                            |
| Cremers Heide          | 320 + 125                   | Flurname                                                       | 22. März 1983       | Die Namensgebung der Flur Cremers Heide steht in Zusammenhang mit dem Hof Kremer bzw. Krämer. Es war ein Erbleihgewinngut der Essener Fürstäbtissin als Grundherrin. Franziskus Kremer und seine Ehefrau Maria geb. Küpper waren zuletzt 1790 damit beliehen. Die Witwe Maria übertrug den Hof dann 1816 auf ihren Sohn Bernhard mit Ehefrau. Die in einem Wohngebiet verzweigte Straße Cremers Heide verbindet im Grunde die Straße Heistersholz mit der Karnaper Straße. |                                            |
| Dinastraße             | 320 + 50                    | Bernhardine Gasseling, Gastwirtin                              | 12. März 1903       | Bernhardine Gasseling geb. Esser (* 13. Juni 1848 in Essen; † 2. April 1940 ebenda) bewirtschaftete mit ihrem Ehemann Anton eine Brauerei und Gaststätte und wurde in Karnap liebevoll Dina genannt. Die Dinastraße verläuft parallel zur Emschertalbahn zwischen der Karnaper Straße im Westen und Heisterholz im Osten. |                                            |
| Gladbecker Straße      | 840 (im Stadtteil)          | Hauptausfallstraße nach Gladbeck                               | 9. Aug. 1927        | Die Gladbecker Straße durchzieht fünf Essener Stadtteile und ist in dieser Form mit ihrem nördlichsten Abschnitt durch Karnap erst nach 1935 entstanden. Heute ist sie Teil der Bundesstraße 224. |                                            |
| Gravelottestraße       | 375                         | Gravelotte, Ort westlich von Metz                              | 12. März 1903       | Im August 1870 ereignete sich die Schlacht bei Gravelotte während des Deutsch-Französischen Krieges. Eine 1903 in Karnap gebildete Straßengruppe erinnerte an diesen Krieg mit den Namen Metzer Straße, Saarbrücker Straße, Spichernstraße und Wörthstraße. Die Gravelottestraße verläuft parallel zur Straße Waldemey und verbindet die Straße II. Schockenhecke mit der Karnaper Straße. |                                            |
| Großfeldweg            | 130                         | Hof Großfeld                                                   | 25. Feb. 1937       | Großfeld war ein Erbleihgewinngut der Fürstäbtissin von Essen. 1740 erhielten Hermann im Felde und seine Hausfrau Anna Maria genannt Braems das Gut auf Lebenszeit. Am 16. August 1843 löst Franz Spieckermann die Schulden ab und wird uneingeschränkter Eigentümer des 254 Morgen großen Hofes. Die Straße Großfeldweg, die zuvor Gartenstraße hieß, verbindet die Boyer- mit der Hattramstraße und liegt parallel zur Bertramstraße. |                                            |
| Grüteringhof           | 305                         | Hofname                                                        | 12. Jan. 1934       | Es handelt sich um den alten Kotten Waterwiesche oder Waterwiese, einem Erbleihgewinngut der Essener Fürstäbtissin. Letzte Gewinnträger waren die Eheleute Waterwiese am 5. Mai 1765. 1831 ging der 29 Morgen große Hof an die Eheleute Heinrich Eickwinkel und Gertrud geb. Waterwinkel. Vor 1866 heiratet Theodor Gütering gen. Waterwiese in den Hof ein. Die Straße Grüteringhof, die zuvor Lessingstraße hieß, verbindet die Straße Lohwiese in nordwestlicher Richtung mit der Timpestraße.                                                                                                  |                                            |
| Hasebrinkstraße        | 170                         | Hofname                                                        | 1. Feb. 1941        | Die Schreibweise ist auch Haffekesbrincke, Haveckesbrincke oder andere. Der 1831 rund 42 Morgen große Hof, ein Erbleihgewinngut, ist erstmals 1453 als op de Havekesbrynke erwähnt. Die Witwe des letzten Eigentümers, Heinrich Hasebrink, verkaufte den Hof am 1. Juli 1891 an den Unternehmer Mathias Stinnes. Die verkehrsberuhigte Hasebrinkstraße liegt parallel zur Hattramstraße und zweigt von der Arenbergstraße nördlich ab. |                                            |
| Hattramstraße          | 820                         | Flurname                                                       | 12. März 1903       | Die Hattramstraße erinnert an den Flurnamen, der auch mit den Schreibweisen Hackeram und Hatteran auftaucht. Die Hattramstraße wurde am 15. Januar 1915 um die Gustavstraße verlängert. Sie ist heute verkehrsberuhigt und zweigt von der Arenbergstraße nördlich ab. Die evangelische Kirche Karnap liegt an der Hattramstraße. | Ev. Kirche Essen-Karnap                    |
| Heisterholz            | 630                         | Flurname                                                       | 12. Jan. 1934       | Die Deutung des Flurnamen Heisterholz ist nicht klar. Einerseits wird eine junge Eiche oder Buche als Hester oder Heister bezeichnet, andererseits geht die Vermutung auf die Bezeichnung Heis, Heissl zurück, die Buschholz oder Gestrüppwald meint. Die Straße Heisterholz, die zuvor in Teilen die Ahnewinkelstraße bzw. die Katharinenstraße hieß, zweigt nördlich und südlich von der Stinnesstraße als Einbahnstraße ab. Nördlich trifft sie die Straße Cremers Heide und mündet in die Karnaper Straße. Südlich überquert die Straße die Emschertalbahn und mündet in die Ahnewinkelstraße. |                                            |
| Hermann-Drescher-Weg   | 400                         | Hermann Drescher, Gewerkschafter                               | 21. Sep. 2004       | Hermann Drescher (* 24. Oktober 1915; † 5. Mai 1998) war von 1955 bis 1988 Vorsitzender des SPD-Ortsvereins Karnap. Zeitzeugen bezeichnen ihn als Mann, der Karnap nach dem Zweiten Weltkrieg nach vorn gebracht hat. Er war zudem Betriebsratsvorsitzender der Ruhrglas AG, die heute in der Verallia Deutschland aufgegangen ist sowie Gewerkschaftssekretär bei der IG Chemie-Papier-Keramik. 1991 wurde ihm das Bundesverdienstkreuz erster Klasse verliehen. Der Hermann-Drescher-Weg verläuft in einer Schleife abzweigend von der Straße Carnaperhof.                                       |                                            |
| Im Arlenkamp           | 155                         | Flurname                                                       | 5. Feb. 1924        | Die Straße Im Arlenkamp verbindet die Straße Beisekampsfurth mit der Straße Am Werthschemm und verläuft parallel zur Arenbergstraße nahe dem Müllheizkraftwerk Karnap. |                                            |
| Im Osterbruch          | 200                         | Flurname in der Karnaper Mark                                  | um 1920             | Die Straße Im Osterbruch zweigt von der Ahnewinkelstraße ab und führt am Lippermannweg vorbei nach Gelsenkirchen. |                                            |
| In der Mark            | 175                         | Karnaper Mark                                                  | 5. Feb. 1924        | Die Straßenbezeichnung erinnert an die Karnaper Mark. Dieses 495 Magdeburger Morgen große Territorium, das der Holzkultur und als Weide diente, wurde durch einen Vergleich am 10. Mai 1832 an Berechtigte aufgeteilt. Die Straße In der Mark zweigt östlich von der Karnaper Straße ab, trifft auf die Straße Heisterholz und mündet in Gelsenkirchen. |                                            |
| In der Vogelwiesche    | 250                         | Hof- und Flurname                                              | 12. Nov. 1962       | Das Vogelwiesen-Gut war ein Erbleibgewinngut. 1795 ist der ganze Bauer Vogelwies sowie die Frau Fürstin als Eigentümerin genannt. 1831 betrug die Größe des Guts 49 Morgen. In der Mutterrolle von 1866 werden die Bezeichnungen Bei Vogelwiese und Vogelwiesche erwähnt. Diese Siedlungsstraße, die ursprünglich Im Emscherbruch hieß und ab 1930 Teil der Straße II. Schockenhecke war, verläuft als Schleife nördlich von Waldemey, parallel zur Emscher. |                                            |
| Kaiserswerthstraße     | 435                         | Stadtteil von Düsseldorf                                       | 5. Aug. 1936        | Die Kaiserswerthstraße, die zuvor Mathiasstraße hieß, verläuft parallel zum Pastor-Fliedner-Weg, er war 1836 der Begründer der Diakonissenanstalt in Düsseldorf-Kaiserswerth. |                                            |
| Karnaper Markt         | 65 (Straße) 70 × 50 (Platz) | Marktplatz in der ehemaligen Gemeinde Karnap                   | 14. Nov. 1935       | Die Straße Karnaper Markt, die ursprünglich Am Markt und ab 1903 Kampstraße hieß, ist teilweise verkehrsberuhigt und liegt parallel zur Karnaper Straße. Sie verbindet die Ahnewinkelstraße mit dem Sigambreweg und führt auch am Platz Karnaper Markt vorbei. Der Platz wird regelmäßig als Wochenmarktplatz genutzt. | Karnaper Markt 3                           |
| Karnaper Straße        | 2070                        | Hauptstraße der ehemaligen Bauernschaft Karnap                 | 27. Nov. 1933       | Die Karnaper Straße, die ursprünglich Teil der Essen-Horster-Straße war und ab 1905 Königstraße hieß, ist eine wichtige Nord-Süd-Verbindung im Stadtteil. Sie führt den Verlauf der Landesstraße 448 fort, den sie im Süden von der Altenessener Straße übernimmt und im Norden in Gelsenkirchen an die Essener Straße abgibt. Die Karnaper Straße verläuft größtenteils parallel zur Bundesstraße 224, die eine Hauptverkehrsachse in Nord-Süd-Richtung für das nördliche Stadtgebiet Essens darstellt.                                                                                           | Karnaper Straße 98                         |
| Lippermannweg          | 280                         | Hofname                                                        | 11. Dez. 1931       | Der Hof Lippermann wird schon vor 1500 erwähnt und war ein Erbleihgewinngut. 1795 ist der halbe Bauer Lippermann sowie die Frau Fürstin als Eigentümerin genannt. Letzter Gewinnträger waren am 20. Oktober 1773 die Eheleute Wilhelm Lippermann. In der Mutterrolle von 1827 ist Bernhard Lippermann als Eigentümer genannt, in der von 1866 der Ackerer Joseph Lippermann. 1874 erwarb der Essener Kaufmann Seelmann Seeligmann den Hof. 1884 ging er an den Ökonomen Bernhard Heinrich Hasebrink. Der Lippermannweg verläuft als Schleife und zweigt nördlich von der Straße Im Osterbruch ab.  |                                            |
| Lohwiese               | 895 (im Stadtteil)          | Flurname                                                       | 15. Mai 1945        | Laut Mutterrolle 1866 gehörte die kleine Lohwiese zum Hof Grütering, siehe StraßeGrüteringhof. Die Straße Lohwiese, die ursprünglich Gelsenkirchener Straße und zur Zeit des Nationalsozialismus Ludwig-Knickmann-Straße hieß, verläuft am Emscherpark und zweigt östlich von der Karnaper Straße ab. |                                            |
| Lüderitzwiese          | 255                         | Adolf Lüderitz (1834–1886), Kolonialherr m heutigen Namibia    | 20. Nov. 1937       | Die Bezeichnung Lüderitzwiese wurde deshalb gewählt, weil sie in der Flur Heilige Wiese liegt. Die Straße Lüderitzwiese, die zuvor Friedenstraße hieß, verläuft quer zur Wilhelmshavener Straße und parallel zur Thusneldastraße. Dabei liegt sie in der Nähe des Friedhofs Karnap und der Lohwiese. |                                            |
| Lünschermannborn       | 330                         | Hofname                                                        | 15. Jan. 1936       | Die Emscher entspringt auf dem Hof Lünschermann in Holzwickede. Die Straße Lünschermannborn, die zuvor Teil der Horster Straße und der Uhlandstraße war, kreuzt die Thusneldastraße und liegt in der Nähe der Straße Lüderitzwiese. |                                            |
| Mannesstraße           | 155                         | Hermann Grundmann (1835–1887), Schankwirt                      | etwa 1905           | Hermann Grundmann betrieb an der Mannesstraße, Ecke Karnaper Straße eine Schankwirtschaft und wurde „Mannes“ (von Hermann) genannt. Die Mannesstraße liegt parallel zur Hattramstraße zwischen dem Großfeldweg und der Karnaper Straße. |                                            |
| Mariengarten           | 110                         | Pfarrkirche St. Marien                                         | 14. Nov. 1935       | Die Straße Mariengarten, die zuvor Marienstraße und ab 1923 Am Kirchplatz hieß, liegt an der Pfarrkirche und verbindet die Karnaper Straße mit der Stinnesstraße. | St. Marien                                 |
| Meersternweg           | 175                         | Bezug zur Pfarrkirche St. Marien                               | 14. Nov. 1935       | Stella maris (Stern des Meeres) ist eine Anrufung Marias, der Mutter Jesu. Der Meersternweg, der zuvor Teil der Marienstraße war und ab 1903 Kerkstraße sowie ab 1923 Kirchstraße hieß, liegt an der Pfarrkirche St. Marien. Sie ist eine Sackgasse und zweigt von der Stinnesstraße ab. |                                            |
| Obringer Voerde        | 120                         | Flurname                                                       | 14. Nov. 1935       | „Voerde“ als Beiwort bedeutet Futterplatz. Die in der Mutterrolle von 1827 erwähnte Flur Obringerwiese (auch Obringwiesenkamp oder Rehbringwiese) war ein Futterplatz für Tiere. Die Straße Obringer Voerde, die zuvor Metzer Straße hieß, verläuft parallel zur Straße II. Schockenhecke nahe dem Müllheizkraftwerk Essen-Karnap. |                                            |
| Pastor-Fliedner-Weg    | 340                         | Theodor Fliedner (1800–1864), Theologe                         | 5. Aug. 1936        | Theodor Fliedner war Begründer der Diakonissenanstalt in Kaiserswerth. Der Pastor-Fliedner-Weg, der zuvor Hugostraße hieß, liegt direkt an der Evangelischen Kirche Karnap, parallel zur Kaiserswerthstraße, die ebenfalls in diesem Zuge ihren Namen erhielt. |                                            |
| Ruhrglasstraße         | 840                         | Glaswerke Ruhr in Karnap                                       | 4. Juli 1951        | Die Glaswerke Ruhr wurden am 4. August 1923 von Hugo Stinnes sen. gegründet. Das Werk stand in direkter Nachbarschaft zur Zeche Mathias Stinnes und dem Rhein-Herne-Kanal. In den 1970er Jahren wurde die Firma umbenannt in Veba-Glas AG. Die Ruhrglasstraße, die zuvor Pettenstraße und ab 1935 Gemperwiese hieß, ist eine der Zugangsstraßen zum Gewerbegebiet Mathias Stinnes. |                                            |
| I. Schockenhecke       | 110                         | Flurname                                                       | 31. Mai 1930        | Als 1832 die Karnaper Mark geteilt wurde, erhielt der Hof des Schulzen Carnap in der Schockenhegge 41 Eichen. Die Straße I. Schockenhecke, die zuvor Saarbrücker Straße hieß, liegt parallel zur Straße II. Schockenhecke und verbindet die Gravelottestraße mit der Straße Waldemey. |                                            |
| II. Schockenhecke      | 330                         | Flurname                                                       | 31. Mai 1930        | Als 1832 die Karnaper Mark geteilt wurde, erhielt der Hof des Schulzen Carnap in der Schockenhegge 41 Eichen. Die Straße II. Schockenhecke, die zuvor Saarbrücker Straße hieß, verläuft an der östlichen Seite des Müllheizkraftwerks Essen-Karnap und zweigt südlich von der Arenbergstraße ab. |                                            |
| Sigambrerweg           | 290 + 60                    | Germanischer Stamm (Sugambrer)                                 | 20. Nov. 1937       | Fälschlich Sigambrer- anstatt Sugamberweg genannt, nach dem germanischen Volksstamm, der um 8 v. Chr. von Augustus überwältigt wurde und später zu den Verbündeten der Cherusker um Arminius gehörte. Daher liegt der Sigambrerweg nahe der Thusneldastraße und des Arminiusgartens. Der Sigambrerweg, der zuvor Leonorenstraße hieß, liegt am Karnaper Markt und zweigt von der Karnaper Straße ab. |                                            |
| Spakenbroich           | 440                         | Flurname                                                       | 20. Nov. 1937       | In der Mutterrolle von 1827 ist die Flur Spakenbroich erwähnt, in dem Franz Großfeld Land besaß. 1867 taucht die Form Speckenbroich auf. Die Straße Spakenbroich, die zuvor Robertstraße hieß, verbindet die Karnaper- mit der Boyer Straße und kreuzt die Hattramstraße. | Spakenbroich 33, Siedlung Mathias Stinnes  |
| Spanierwehr            | 200                         | Erinnerung an den Achtzigjährigen Krieg                        | 5. Juni 1934        | Der Spanisch-Niederländische Krieg (1568–1648) resultierte aus Aufständen der Niederländer. Im Spanischen Winter 1598/99 wurden das Stift Essen und die Abtei Werden geplündert sowie Karnap gebrandschatzt verwüstet. Die Straße Spanierwehr, die zuvor Spichernstraße hieß, kreuzt die Gravelottestraße und verläuft parallel der Straße Berswortschanze. |                                            |
| Stinnesstraße          | 475 + 60                    | Mathias Stinnes (1790–1845), Industrieller                     | um 1900             | Die Stinnesstraße zweigt östlich von der Karnaper Straße ab und führt weiter nach Gelsenkirchen. |                                            |
| Sturmshof              | 620 (im Stadtteil)          | Hofname                                                        | 9. Juli 1915        | Relativ junger Hof, entstanden nach der Teilung der Borbecker Mark. Johann Sturm kaufte von 1835 bis 1842 von verschiedenen Eigentümern die Grundstücke an und errichtete 1854 die Hofgebäude. 1876 erwarb der Bauunternehmer Carl Ketteler den Hof über eine Zwangsversteigerung. 1882 ging er erneut durch Zwangsversteigerung an den Fuhrunternehmer Wilhelm Bischoff, der ich n an seine Witwe und deren vier Kinder weitervererbte. Die Straße Sturmshof, die zuvor Sandstraße hieß, ist eine Zufahrt auf die Gladbecker Straße als Teil der Bundesstraße 224.                                |                                            |
| Thusneldaplatz         | 55 (Straße) 70 × 60 (Platz) | Thusnelda, Gemahlin des Cheruskerfürsten Arminius              | 20. Nov. 1937       | Der Thusneldaplatz verbindet die Thusneldastraße mit der Lohwiese. Damit ist der Platz durch die Straße Lohwiese, die Thusneldastraße und die Timpestraße eingerahmt. Der Thusneldaplatz trug zuvor den Namen Am Goetheplatz. |                                            |
| Thusneldastraße        | 610                         | Thusnelda, Gemahlin des Cheruskerfürsten Arminius              | 20. Nov. 1937       | Die Thusneldastraße, die zuvor in Teilen die Namen Am Goetheplatz, Schillerallee und Kantstraße trug, zweigt östlich von der Karnaper Straße ab und verläuft bis zum Friedhof Karnap. |                                            |
| Timpestraße            | 405 + 205                   | Name eines Kottens                                             | 12. März 1903       | Der ursprüngliche Name des Kottens, ein Erbleihgewinngut der Essener Fürstäbtissin, war Cüper. Die Eheleute Jörgen Großebrecht und Anna Maria Küpers erhielten 1763 einen Gewinnbrief auf Lebenszeit. Der Sohn der Nachfolger Peter Vollmer und Maria Catharina Küper, Johann Hermann Küper, löste 1832 die auf dem Kotten liegenden fiskalischen Lasten ab, so dass er uneingeschränkter Eigentümer wurde. Um 1866 wurden die Timpes Besitzer des Kottens. Die Timpestraße verläuft parallel zur Karnaper Straße zwischen Sigambreweg und Lohwiese.                                               |                                            |
| Waldemey               | 380                         | Flurname                                                       | 28. Juni 1934       | Die Emscher entspringt in Holzwickede in der Flur Waldemey. Die Straße Waldmey, die zuvor Sedanstraße hieß, zweigt westlich von der Karnaper Straße ab und verläuft nördlich parallel der Emscher. |                                            |
| Wilhelmshavener Straße | 305                         | Stadt Wilhelmshaven                                            | 15. Jan. 1936       | Der Wilhelmshavener Oberbürgermeister hat sich für eine Benennung einer Straße in Essen eingesetzt. Man benannte aber nicht eine Straße innerhalb einer Straßengruppe deutscher Städte, sondern eine in Wassernähe, hier dem Rhein-Herne-Kanal. Die Wilhelmshavener Straße, die zuvor Freiligrathstraße hieß, liegt am Friedhof Karnap. |                                            |
| Woermannstraße         | 210                         | Im- und Exportfirma C. Woermann                                | 20. Nov. 1937       | Carl Woermann war Reeder und Händler, und gründete 1885 die African. Dampfschiffahrtsdes. AG (Woermann-Linie) und 1890 die Deutsch-Ostafrika-Linie, was die Veranlassung war eine Straße am Rhein-Herne-Kanal nach ihm zu benennen. Die Woermannstraße, die zuvor Herderstraße hieß, verläuft parallel zur Timpestraße zwischen Sigambrerweg und der Straße Güteringhof. |                                            |

## Liste ehemaliger Straßennamen
Die Liste ehemaliger Straßennamen erhebt keinen Anspruch auf Vollständigkeit.
| Name                    | von           | bis           | umbenannt in (aktuell)                 | Herleitung                                               | Bemerkungen |
| ----------------------- | ------------- | ------------- | -------------------------------------- | -------------------------------------------------------- | --- |
| Am Goetheplatz          | 6. Okt. 1920  | 20. Nov. 1937 | → Thusneldaplatz → Thusneldastraße     |                                                          | |
| Am Kirchplatz           | 26. März 1923 | 14. Nov. 1935 | → Mariengarten                         |                                                          | |
| Am Markt                | vor 1903      | 14. Nov. 1935 | → Karnaper Markt                       |                                                          | |
| Bahnhofstraße           | 17. Mai 1906  | 14. Nov. 1935 | → Boyer Straße                         |                                                          | |
| Bottroper Straße        | vor 1903      | 12. Jan. 1934 | → Arenbergstraße                       |                                                          | |
| Essen-Horster Straße    | vor 1905      | 14. Dez. 1905 | → Karnaper Straße                      |                                                          | |
| Fichtestraße            | etwa 1928     | 20. Nov. 1937 | → Burhofer Brauk                       |                                                          | |
| Fräserstraße            | vor 1903      | 9. Aug. 1927  | → Gladbecker Straße                    |                                                          | |
| Freiheitstraße          | 26. März 1923 | 5. Juni 1934  | → Arminiusgarten                       |                                                          | |
| Freiligrathstraße       | 6. Okt. 1920  | 15. Jan. 1936 | → Wilhelmshavener Straße               | Ferdinand Freiligrath, Lyriker                           | |
| Friedenstraße           | 6. Okt. 1920  | 20. Nov. 1937 | → Lüderitzwiese                        |                                                          | |
| Friedhofsweg            | vor 1922      | 12. Jan. 1934 | → Ahnewinkelstraße                     |                                                          | |
| Gartenstraße            | 12. März 1903 | 25. Feb. 1937 | → Großfeldweg                          |                                                          | |
| Gelsenkirchener Straße  | vor 1903      | 14. Nov. 1935 | → Lohwiese                             | Stadt Gelsenkirchen                                      | |
| Gemperwiese             | 14. Nov. 1935 | 4. Juli 1951  | → Ruhrglasstraße                       |                                                          | |
| Gerhardstraße           | 12. März 1903 | 20. Nov. 1937 | → Batenbrocker Straße                  |                                                          | |
| Gustavstraße            | 12. März 1903 | 15. Jan. 1936 | → Hattramstraße                        | Vorname eines Gewerken                                   | Die Gustavstraße wurde mit der Hattramstraße zusammengelegt und erhielt damit deren Bezeichnung.               |
| Heinrichstraße          | vor 1903      | 12. März 1903 | → Ahnewinkelstraße                     |                                                          | |
| Herderstraße            | vor 1922      | 20. Nov. 1937 | → Woermannstraße                       | Johann Gottfried Herder, Theologe                        | |
| Horster Straße          | 6. Okt. 1920  | 15. Jan. 1936 | → Lünschermannborn                     |                                                          | |
| Hugostraße              | 12. März 1903 | 5. Aug. 1936  | → Pastor-Fliedner-Weg                  |                                                          | |
| Im Emscherbruch         | vor 1930      | 12. Nov. 1962 | → In der Vogelwiesche                  |                                                          | Die Straße wurde am 31. Mai 1930 in II. Schockenhecke umbenannt und 1962 schließlich in „In der Vogelwiesche“. |
| Kampstraße              | 12. März 1903 | 14. Nov. 1935 | → Karnaper Markt → Thusneldastraße     |                                                          | |
| Katharinenstraße        | 12. März 1903 | 12. Jan. 1934 | → Heisterholz                          |                                                          | |
| Kerkstraße              | 12. März 1903 | 26. März 1923 | → Meersternweg                         | Kerk, niederdeutsch für Kirche                           | |
| Kirchstraße             | 26. März 1923 | 14. Nov. 1935 | → Meersternweg                         |                                                          | |
| Königstraße             | 14. Dez. 1905 | 27. Nov. 1933 | → Karnaper Straße                      |                                                          | |
| Leonorenstraße          | 12. März 1903 | 20. Nov. 1937 | → Sigambrerweg                         |                                                          | |
| Lessingstraße           |               | 12. Jan. 1934 | → Grüteringhof                         | Gotthold Ephraim Lessing, Dichter                        | |
| Ludwig-Knickmann-Straße | 14. Nov. 1935 | 15. Mai 1945  | → Lohwiese                             | Ludwig Knickmann, Führer eines Stoßtrupps in der NS-Zeit | Umbenennung in der Zeit des Nationalsozialismus, um die symbolische Form der Machtergreifung voranzutreiben.   |
| Marienstraße            | 12. März 1903 | 14. Nov. 1935 | → Mariengarten → Meersternweg          |                                                          | |
| Mathiasstraße           | 12. März 1903 | 5. Aug. 1936  | → Kaiserswerthstraße                   | Mathias Stinnes, Unternehmer                             | |
| Metzer Straße           | 12. März 1903 | 14. Nov. 1935 | → Obringer Voerde                      | Metz, lothringische Stadt an der Mosel                   | |
| Pettenstraße            | 12. März 1903 | 4. Juli 1951  | → Ruhrglasstraße                       |                                                          | |
| Querstraße              | 12. März 1903 | 20. Nov. 1937 | → Boshamerweg                          |                                                          | |
| Robertstraße            | 12. März 1903 | 20. Nov. 1937 | → Spakenbroich                         | Vorname eines Gewerken                                   | |
| Saarbrücker Straße      | 12. März 1903 | 31. Mai 1930  | → I. Schockenhecke → II. Schockenhecke | Stadt Saarbrücken                                        | |
| Sandstraße              | 30. Apr. 1891 | 9. Juli 1915  | → Sturmshof                            |                                                          | |
| Schillerallee           | 6. Okt. 1920  | 20. Nov. 1937 | → Thusneldastraße                      |                                                          | |
| Sedanstraße             | 12. März 1903 | 28. Juni 1934 | → Waldemey                             | Schlacht von Sedan                                       | |
| Spichernstraße          | 12. März 1903 | 5. Juni 1934  | → Spanierwehr                          | Spicheren                                                | Erstürmung der Spicherer Höhen im Deutsch-Französischen Krieg am 6. August 1870.                               |
| Uhlandstraße            | 6. Okt. 1920  | 15. Jan. 1936 | → Lünschermannborn                     |                                                          | |
| Viktorstraße            | 12. März 1903 | 20. Nov. 1937 | → Boshamerweg                          |                                                          | |
| Waldstraße              | 12. März 1903 | 20. Nov. 1937 | → Bräukerwald                          |                                                          | |
| Wörthstraße             | 12. März 1903 | 5. Juni 1934  | → Berswortschanze                      | Schlacht bei Wörth                                       | |